# Estació de Sanllehy
Sanllehy /sɑnλəˈɪ/ és una estació en construcció de la L9/L10 del metro de Barcelona. En aquesta estació del Tram 3 (Zona Universitària – la Sagrera) hi tindran parada trens de la L9 i la L10. L'estació serà de tipus pou de 76 metres de profunditat amb un diàmetre de 26 metres. Disposarà de 6 ascensors i 2 per a persones amb mobilitat reduïda (PMR), unes andanes de 108 metres projectats.
Donarà servei als barris de la Salut i Can Baró. Així com a l'Hospital Evangèlic, al CAP Sanllehy, al Camp Municipal de Futbol Nou Sardenya, al Club de Tenis La Salut i a l'escola Acis - Artur Martorell. L'accés se situarà a la plaça de Sanllehy amb el carrer de Ramiro de Maetzu i l'avinguda de Pompeu Fabra. L'estació tindrà ascensors i escales mecàniques.
La previsió inicial era obrir l'estació l'any 2007, però donats diversos contratemps es va anar endarrerint la data. El mes de juny del 2011 el Departament de Territori i Sostenibilitat de la Generalitat de Catalunya va anunciar que aquest tram, encara no construït, estava paralitzat temporalment mentre es buscava finançament, evitant al mètode alemany o peatge a l'ombra utilitzat a la resta de l'obra. La previsió actual és inaugurar-la l'any 2024, un any més tard de la posada en marxa del tram comú del túnel.
Article principal: L9 del metro de Barcelona
| Metro de Barcelona              |          |       |                                  |                        |
| Procedència/Destinació          | <        | Línia | >                                | Procedència/Destinació |
| Aeroport T1                     | Muntanya | obres | Guinardó \| Hospital de Sant Pau | Can Zam                |
| Pratenc                         | Muntanya | obres | Guinardó \| Hospital de Sant Pau | Gorg                   |
| Font recorregut: PDI 2009-2018. |          |       |                                  |                        |